# Sonde de Kelvin
La sonde de Kelvin est un dispositif permettant de mesurer la différence de potentiel Volta entre deux surfaces métalliques, ou bien entre une surface métallique et un électrolyte.

## Principe

Diagramme d'énergie d'une Sonde de Kelvin dans une configuration de potentiel uniforme pour le vide, utilisé pur mesurer le potentiel de Volta entre un échantillon et la sonde.

Deux surfaces métalliques séparées par un isolant (diélectrique) forment un condensateur. Ce condensateur est caractérisé par sa capacité électrique C. La charge électrique Q est alors reliée à la différence de potentiel de Volta Δψ par :
Q = C⋅Δψ
Si l'on éloigne ou que l'on rapproche les surfaces, cela fait varier la capacité du système. Si les deux surfaces sont reliées par un fil résistant, il en résulte une modification de l'écoulement de charge dans le fil, donc une variation de Q. Cela permet de déterminer le potentiel de Volta Δψ.

## Applications
Le principe de la sonde de Kelvin est utilisé dans certains microscopes à force atomique, nommés KPFM (Kelvin probe force microscopy).